# Symploce lunaris
Symploce lunaris es una especie de cucaracha del género Symploce, familia Ectobiidae.

## Distribución
Esta especie se encuentra en Australia (Queensland).